# Ilorin West
Ilorin West è una delle sedici aree a governo locale (local government areas) in cui è suddiviso lo stato di Kwara, in Nigeria. Estesa su una superficie di 105 km², conta una popolazione di 364.666 abitanti.